# Živosrebrov fulminat
Živosrebrov(II) fulminat (kemijska formula Hg(CNO)2) je primarni eksploziv, ki je zelo občutljiv na trenje in udarec. Uporablja se predvsem v netilkah in detonatorjih kot sprožilo za sekundarne eksplozive. Izomer živosrebrovega(II) fulminata je živosrebrov(II) cianat, ki je tudi občutljiv na pritisk in eksploziven.
Živosrebrov fulminat se je začel uporabljati v 1830. letih v majhnih bakrenih netilkah za črni smodnik v enostrelnih puškah sprednjačah  in je kmalu v celoti nadomestil kremen.  V drugi polovici 19. in v večini 20. stoletja se je poleg kalijevega klorata uporabljal v netilkah nabojev za pištole in puške. Živosrebrov fulminat ima veliko prednost pred kalijevim kloratom, ker ni koroziven, vendar s staranjem njegov učinek oslabi, zaradi razpadanja. Pri tem nastane živo srebro, ki tvori amalgame in tako oslabi medeninaste tulce naboja. Sodobne netilke so napolnjene z bolj učinkovitimi primarnimi eksplozivi, ki niso korozivni, so manj toksični in bolj obstojni na staranje. Mednje spadajo svinčev azid, svinčev trinitroresorcinat in derivati tetrazena. Nobena od teh spojin ne vsebuje živega srebra, katerega dobava je v vojnem času lahko problematična.  

## Priprava
Živosrebrov fulminat se pripravlja z raztapljanjem živega srebra v dušikovi(V) kislini in dodajanjem etanola v nastalo raztopino. Prvi ga je pripravil Edward Charles Howard leta 1800. Kristalna struktura fulminata je bila določena šele teta 2007.
Na podoben način se lahko pripravi tudi srebrov fulminat (AgCNO), ki je še bolj nestabilen od živosrebrovega fulminata in eksplodira celo v vodi. 